# Apatura viridescens
Apatura viridescens är en fjärilsart som beskrevs av Bang-haas 1939. Apatura viridescens ingår i släktet Apatura och familjen praktfjärilar. Inga underarter finns listade i Catalogue of Life.